# Chika Chukwumerije
Chika Yagazie Chukwumerije (* 30. Dezember 1983 in Lagos) ist ein nigerianischer Taekwondoin, der im Schwergewicht startet.
Chukwumerije qualifizierte sich beim afrikanischen Qualifikationsturnier in Kairo für die Olympischen Spiele 2004 in Athen und bestritt dort seinen ersten internationalen Wettkampf, schied jedoch in seinem Auftaktkampf gegen Pascal Gentil aus und belegte im Endklassement Rang elf. Im folgenden Jahr nahm er in Izmir an der Universiade teil, verpasste jedoch den Sprung ins Halbfinale. Im Jahr 2007 gewann er im Schwergewicht Gold bei den Afrikaspielen in Algier. Den bislang größten sportlichen Erfolg seiner Karriere feierte Chukwumerije bei den Olympischen Spielen 2008 in Peking. Mit zwei Auftaktsiegen in der Klasse über 80 Kilogramm zog er ins Halbfinale ein, dort verlor er gegen Alexandros Nikolaidis, besiegte im Kampf um Platz drei aber Akmal Ergashev und gewann die Bronzemedaille. Es war die erste nigerianische Olympiamedaille im Taekwondo. Seine erste Weltmeisterschaft bestritt Chukwumerije 2011 in Gyeongju, er schied jedoch frühzeitig aus. Beim afrikanischen Olympiaqualifikationsturnier 2012 in Kairo konnte er in der Klasse über 80 Kilogramm das Finale gegen Anthony Obame erreichen und sich für seine dritten Olympischen Spiele 2012 in London qualifizieren.
Sein Vater Uche Chukwumerije ist ein ehemaliger nigerianischer Politiker und Minister.